# FTSE 100

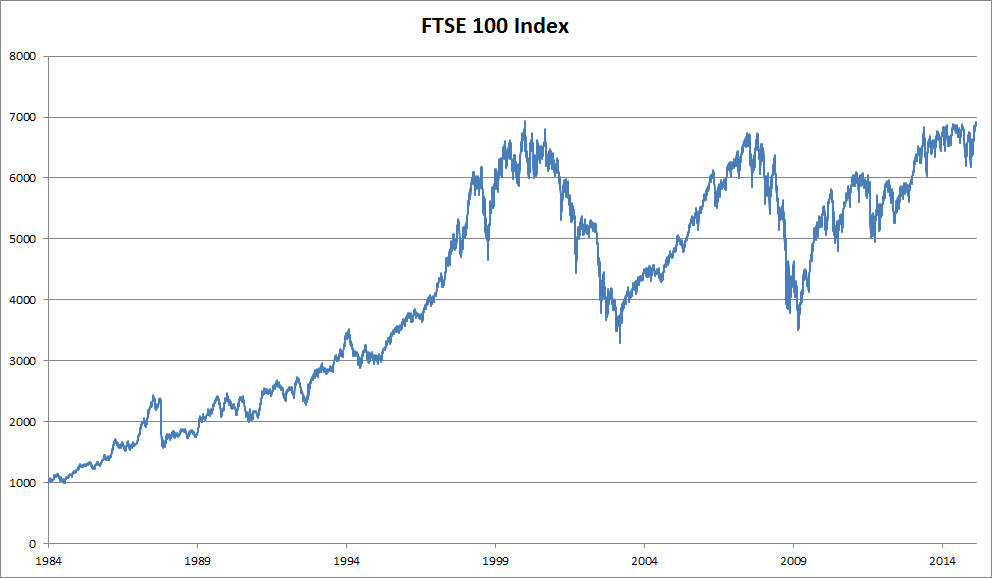
Graphique de l'indice FTSE 100 depuis 1984

L’indice FTSE 100 — que l’on appelle également FTSE, ou, de façon familière, le « footsie » (prononcé /ˈfʊtsiː/) — est un indice boursier des cent entreprises britanniques les mieux capitalisées cotées à la bourse de Londres, leur capitalisation représentant plus de 70% du marché londonien. Les quatre initiales signifient Financial Times Stock Exchange. L’indice a été lancé le 3 janvier 1984 sur une base de 1000 points.
Le FTSE 100 est l’indice boursier le plus largement utilisé de tous les indices proposés par le FTSE Group, et est fréquemment utilisé (notamment dans les informations financières) comme une mesure de la bonne santé de l’économie britannique.

## Corrélation avec les autres bourses
Les performances annuelles du FTSE 100 se sont rapprochées de celles du Dow Jones, du CAC 40 et du DAX, les grands marchés boursiers étant de plus en plus dépendants les uns des autres depuis une quinzaine d'années.

## Caractéristiques et mode de calcul
Le FTSE 100 est calculé à partir d’une moyenne arithmétique des cours des cent premières valeurs pondérées par leurs capitalisations boursières. Il est calculé en continu chaque jour de bourse de 8h00 à 16h30 et publié toutes les 15 secondes. Une baisse du FTSE 100 signifie que la valeur des plus grandes sociétés cotées du Royaume-Uni diminue. Le FTSE atteignant un nouveau sommet signifie que la valeur totale de toutes les sociétés indexées augmente.
La liste des sociétés qui le composent est revue chaque trimestre: mars, juin, septembre, décembre.
Les autres indices principaux du FTSE Group sont le FTSE 250, le FTSE 350 Index (en), le FTSE SmallCap Index (en)  et le FTSE All-Share Index (en)
Les patrons d'entreprises du FTSE 100 gagnent en moyenne entre 2,7 millions et 4 millions de livres sterling par an. Il leur faut ainsi entre trois et quatre jours pour percevoir le salaire annuel moyen d’un Britannique.

## Capitalisation
(31 décembre 2008).
Le tableau ci-dessous liste 41 entreprises (dont la capitalisation est supérieure à 5 milliards de livres sterling (£)) du FTSE 100 au 31 décembre 2008.
| Rang | Compagnie                    | Secteur d'activité             | Capitalisation (millions de £) le 31 décembre 2008 | Capitalisation (millions de £) le 31 décembre 2007 |
| ---- | ---------------------------- | ------------------------------ | -------------------------------------------------- | -------------------------------------------------- |
| 1    | Royal Dutch Shell            | Pétrole et Gaz                 | 106 415                                            | 134 376                                            |
| 2    | BP                           | Pétrole et Gaz                 | 93 177                                             | 116 722                                            |
| 3    | Vodafone Group               | Télécommunications             | 68 260                                             | 98 837                                             |
| 4    | HSBC                         | Banque                         | 65 427                                             | 99 573                                             |
| 5    | GlaxoSmithKline              | Pharmaceutique                 | 63 899                                             | 71 305                                             |
| 6    | AstraZeneca                  | Pharmaceutique                 | 38 980                                             | 32 017                                             |
| 7    | British American Tobacco     | Tabac                          | 37 934                                             | 40 264                                             |
| 8    | BG Group                     | Pétrole et Gaz                 | 32 024                                             | 38 663                                             |
| 9    | Tesco                        | Distribution                   | 28 193                                             | 37 547                                             |
| 10   | BHP Billiton                 | Mine                           | 26 065                                             | 35 131                                             |
| 11   | Diageo                       | Brasserie                      | 23 777                                             | 28 326                                             |
| 12   | Unilever                     | Produit de grande consommation | 19 655                                             | 24 758                                             |
| 13   | Imperial Tobacco Group       | Tabac                          | 19 246                                             | 18 381                                             |
| 14   | Reckitt Benckiser            | Produit de grande consommation | 18 949                                             | 20 852                                             |
| 15   | SABMiller                    | Brasserie                      | 16 939                                             | 21 188                                             |
| 16   | Anglo American               | Mine                           | 16 787                                             | 40 826                                             |
| 17   | Standard Chartered           | Banque                         | 16 543                                             | 25 801                                             |
| 18   | National Grid                | Energie                        | 15 861                                             | 21 690                                             |
| 19   | Rio Tinto Group              | Mine                           | 15 082                                             | 53 249                                             |
| 20   | Lloyds TSB                   | Banque                         | 14 825                                             | 26 574                                             |
| 21   | BAE Systems                  | Armement                       | 14 184                                             | 17 468                                             |
| 22   | Centrica                     | Energie                        | 13 154                                             | 13 165                                             |
| 23   | Scottish and Southern Energy | Energie                        | 11 407                                             | 14 021                                             |
| 24   | Barclays                     | Banque                         | 8 881                                              | 32 975                                             |
| 25   | Royal Bank of Scotland       | Banque                         | 8 730                                              | 44 741                                             |
| 26   | British Sky Broadcasting     | Multimédia                     | 8 712                                              | 10 850                                             |
| 27   | Prudential                   | Assurance                      | 8 302                                              | 17 514                                             |
| 28   | Aviva                        | Assurance                      | 8 290                                              | 17 463                                             |
| 29   | British Energy               | Energie                        | 8 120                                              |                                                    |
| 30   | BT Group                     | Télécommunication              | 8 112                                              | 22 026                                             |
| 31   | Cadbury                      | Agro-alimentaire               | 7 594                                              | 13 052                                             |
| 32   | Morrisons                    | Distribution                   | 7 266                                              |                                                    |
| 33   | Compass Group                | Restauration                   | 6 384                                              |                                                    |
| 34   | Rolls-Royce                  | Armement et Ingénierie lourde  | 6 083                                              | 10 468                                             |
| 35   | Sainsbury's                  | Distribution                   | 5 784                                              |                                                    |
| 36   | Reed Elsevier                | Multimédia                     | 5 722                                              |                                                    |
| 37   | Shire                        | Pharmaceutique                 | 5 655                                              |                                                    |
| 38   | Xstrata                      | Mine                           | 5 534                                              | 34 494                                             |
| 39   | Tullow Oil                   | Pétrole et Gaz                 | 5 524                                              |                                                    |
| 40   | Pearson                      | Multimedia                     | 5 354                                              |                                                    |
| 41   | Associated British Foods     | Agro-alimentaire               | 5 251                                              |                                                    |

## Produits dérivés
Le FTSE 100 est l'objet de nombreux produits dérivés, notamment de contrats à terme sur indice, pour lesquels l'importance des échanges sur les cent valeurs de l'indice et sa large composition en ont fait très tôt un produit stable et fiable, moins exposés que d'autres indices boursiers plus étroits aux fortes variations. Son marché est par ailleurs suivi de près et régulièrement, depuis des décennies, par les autorités de contrôle, comme la Securities and Futures Authority, qui n'hésite pas en cas de doute à prononcer des sanctions sévères. Ce fut le cas à la fin des années 1990 lorsque la banque américaine JP Morgan a été réprimandée car considérée comme responsable d'une baisse temporaire de 38 points du FTSE 100 au cours des six dernières secondes de la séance du 28 novembre 1997, en raison de ses opérations habituelles d'arbitrage entre les contrats à terme sur indice et les cent valeurs composant l'indice,. JP Morgan avait alors été soupçonnée d'avoir fait baisser l'indice pour ne pas perdre d'argent sur des options sur contrats à terme, dites "binaires" en raison des paris spécifiques effectués avec ce type de produits par les clients intéressés. Protestant contre les biais de la procédure et du jugement, qui avaient été contestés, générant une controverse d'intérêt général, évoquée jusqu'à la Chambre des Communes, des salariés de la banque avaient fait appel, en faisant valoir qu'ils ne connaissaient pas la motivation des ordres de vente exercés, sans obtenir satisfaction,, la Cour d'appel déboutant l'un d'eux le
21 décembre 2001.